# Zwischen Hamburg und Haiti (Film)
Zwischen Hamburg und Haiti ist ein deutscher Spielfilm der UFA von 1940 im Genre des Melodrams, der in Haiti, Hamburg und Mexiko spielt. Die Hauptrollen sind mit Gisela Uhlen und Gustav Knuth besetzt. Die Erstaufführung fand am 29. November 1940 statt. Der Filmtitel wurde 1947 für das gleichnamige, von Hans Albers interpretierte Lied verwendet und seit 1951 für die gleichnamige Hörfunksendung.

## Handlung
Henry Brinkmann ist in Haiti ein erfolgreicher deutscher Geschäftsmann. Als ein Freund mit seiner in Hamburg geheirateten Ehefrau in Haiti eintrifft, wird Henry bewusst, dass er auch heiraten muss.
Er reist per Schiff nach Hamburg und lernt dort auf den Alsterterrassen die attraktive junge Bella kennen, die sich als Sekretärin ausgibt. Henry verliebt sich auf Anhieb. Beide machen einen Auto-Ausflug in die Lüneburger Heide. Dabei gesteht Bella, dass sie aus einer kurzen Beziehung mit dem Schiffsoffizier Larsen einen unehelichen Jungen hat, der Christian heißt und in der Heide bei Pflegeeltern lebt. Für Henry ist dies jedoch kein Grund, Bella nicht zu heiraten.
In Wahrheit ist Bella aber keine Sekretärin, sondern Animierdame auf der Reeperbahn. Dort arbeitet sie mit ihrer Freundin Kitty als „Cowgirl“ im „Goldenen Hufeisen“, einem Bumslokal. Kitty hat Bella zu diesem Job verholfen, weil Bella, die tatsächlich Anna heißt, dringend Geld benötigt, um den Unterhalt für ihr Kind zu finanzieren. Sie gerät von dem Eigentümer des „Hufeisens“ massiv unter Druck, da sie ihm Geld für das Kind schuldet und ihr die Tätigkeit, Gäste zum Trinken zu verleiten, zuwider ist.
Zufällig stellt ein Geschäftsfreund von Henry bei einem Besuch des „Hufeisens“ fest, dass Bella und Anna identisch sind. Die mit Henry befreundeten Kaufleute befürchten einen Skandal und raten Henry von der Heirat ab. Dieser ist jedoch fest entschlossen, Anna alias Bella zu heiraten. Wiederum zufällig hört Anna die Diskussion um sie mit. Sie entschließt sich unterzutauchen und reist per Schiff nach Mexiko, wo sie den Vater Christians, Larsen, ausfindig gemacht hat. Tatsächlich handelt es sich bei Larsen um den Schriftsteller Melchior Schlömpp, der bereits wieder an einem neuen Roman arbeitet.
Henry, inzwischen nach Haiti zurückgekehrt, erfährt, dass Anna in Mexiko ist. Er reist nach Tampico und trifft in einem Hotel „Larsen“ und Anna. Er heiratet Anna und kehrt mit ihr nach Haiti zurück, wo sie respektvoll von der dortigen Kaufmannschaft aufgenommen wird.

## Überlieferung
Der Film wurde 1983 vom NDR III ausgestrahlt. Eine VHS- oder DVD-Edition liegt bislang (2021) nicht vor.